# Podocarpus insularis
Podocarpus insularis är en barrträdart som beskrevs av De Laub. Podocarpus insularis ingår i släktet Podocarpus och familjen Podocarpaceae. IUCN kategoriserar arten globalt som livskraftig. Inga underarter finns listade i Catalogue of Life.